# 新质生产力
新质生产力是中共中央总书记习近平于2023年9月在黑龙江省考察期间提出的经济术语。中国官方声称，该词是对马克思主义生产力理论的创新与发展，也丰富了习近平经济思想的内涵。

## 背景
习近平在2023年9月考察黑龙江省期间，两度提及“新质生产力”一词。9月7日，习近平在新时代推动东北全面振兴座谈会上提出“加快形成新质生产力，增强发展新动能”；翌日在听取黑龙江省委和省政府工作汇报时，又提出“整合科技创新资源，引领发展战略性新兴产业和未来产业，加快形成新质生产力”。在两次活动中，均提及了“战略性新兴产业”和“未来产业”。而战略性新兴产业逐渐成为支柱产业，未来产业也将融入战略性新兴产业；在“十四五”规划纲要中也提及到“发展壮大战略性新兴产业”一章，其中有一节是“前瞻谋划未来产业”。中国官方媒体介绍称，新质生产力以新产业为主导，以创新为特点，以质优为关键，以先进生产力为本质。中国中央电视台的评论认为，习近平在东北提出“新质生产力”，是因为自他上台以来，一直将科技创新作为引领东北全面振兴的重要策略。
2023年12月11日-12日，习近平在中央经济工作会议上强调“以颠覆性技术和前沿技术催生新产业、新模式、新动能，发展新质生产力”。之后在2024年1月19日，习近平在“国家工程师奖”首次评选表彰之际作出指示强调“推动发展新质生产力”；1月31日在主持中共第二十届中央政治局第十一次集体学习时再次提及。
2024年3月的全国两会期间，“新质生产力”成为热门讨论词汇，彭博社将“新质生产力”列为此次两会热词之首。3月5日，国务院总理李强在发表政府工作报告时表示“加快发展新质生产力”；同日下午，习近平前往他所在的人大江苏代表团参加审议，强调“因地制宜发展新质生产力”。全国两会结束后，中国大陆各地将发展“新质生产力”列为2024年重点工作，推动新产业的布局和传统行业的智能化、绿色化改造。西安科技大学更率先成立“新质生产力研究中心”，由校长主持理论研究及技术攻关等事务。

## 主要内容
中国官方认为，新质生产力依靠创新推动，以创新为主的先进生产力质态为本质，其中创新既可以指科技创新、管理创新、制度创新等，也可以指发展思路、发展战略、发展方式的创新。新质生产力同时聚焦高质量发展，强调“要加快推进原创性、颠覆性科技创新”，并构筑与之相适应的新型生产关系。另外，新质生产力重点聚焦高科技领域，以原创性颠覆性为特点，同时注重核心要素的优化组合。除与经济效率提升、生产关系革新外，新质生产力还涉及绿色发展和生态文明建设，其发展是推进高质量发展的基础。
根据中国中央电视台的评论文章，“新质生产力”的“新”可以指新技术、新模式，新产业、新业态，新领域、新赛道，新动能、新优势；“质”则包括物质、本质、质量和品质，即“新质生产力”是在信息化、智能化等条件下，以创新驱动为依托，体现高质量发展，带来高品质生活的生产力。

## 历史
“新质生产力”最初是马克思主义理论研究中的术语，例如河南省社会科学院经济研究所研究人员在1985年的文章中提出“生产力旧质的相对稳定性仍然得以保持，但新质在萌发”“这种科技革命所导致的新质生产力代替旧质生产力，构成了人类社会发展的技术物质变迁史”。
2006年起，《解放军报》曾多次在报道中提到“新质战斗力”。2012年7月，空军航空医学研究所航空医学工程研究中心主任俞梦孙曾在采访中提到“中国空军形成新质战斗力”。同年10月，总参信息保障基地主任曾卫华在《解放军报》发表文章提出“打造新质战斗力”。2013年，国务院研究室在“过去五年工作回顾”报告中提出“信息化主战武器装备系统成为我军新质战斗力的‘增长点’”。同年，军事科学院世界军事研究部副部长罗援在文章中提出“网络空间不仅承载着新质战斗力，还承载着新质生产力、文化力”。2017年，国防大学教授姜鲁鸣在《解放军报》发文提出“实现新质生产力和新质战斗力的双向跃升”。习近平也在2024年两会期间提出“新质生产力同新质战斗力高效融合、双向拉动”。
独立评论员郑旭光认为“新质生产力”可能是受“新质战斗力”启发而产生，是一个“军民两用”的概念，目的是“强国而非富民”。

## 反应
自“新质生产力”提出后，中国官媒对该词进行了阐释和宣传。官方通讯社新华社表示，新质生产力代表“一种生产力的跃迁”；《人民日报》也发文称，新质生产力以“全要素生产率大幅提升为核心标志”；总部位于香港的《大公报》也发文表示，“发展新质生产力，香港有条件当排头兵”。新华社刊发的文章也声称，中国境外人士对“新质生产力”给予“高度评价”，认为习的论述有助于巩固和增强经济回升向好。中国境外媒体发文表示，发展“新质生产力”除了可以发展前沿领域，也能使发展更可持续、对环境更友好。另外国家信息中心高级经济师凤霞发表的文章说，新质生产力“不仅意味着生产力、社会经济层面的变迁，还意味着生产关系、社会制度层面的深刻变革”。
中华人民共和国国务院主办报纸《经济日报》发表评论文章说，强调发展新质生产力“要防止一哄而上、泡沫化，也不要搞一种模式”，一旦盲目跟风追热会导致新的重复建设、产能过剩等问题，影响地方经济社会发展。
也有部分人士对“新质生产力”提出质疑。中国经济学者，异见人士夏业良认为，“新质生产力”的学术来源是马克思的生产力理论，是劳动者、劳动资料、劳动对象的优化组合。其术语是将马克思理论与主流经济学的概念混合而成。夏业良形容该概念为“四不像”，是“新瓶装旧酒”。
2023年12月，该词先后入选《咬文嚼字》“2023年十大流行语”和2023年汉语盘点系列活动之“中国媒体十大新词语”。2024年12月，该词又入选2024年汉语盘点系列活动之“年度国内词”和十大网络用语。